# Charo (Messico)
Charo è una municipalità dello stato di Michoacán, nel Messico centrale, il cui capoluogo è la località omonima.
La municipalità conta 21.723 abitanti (2010) e ha un'estensione di 323,16 km².
Il significato del nome della località è terra del re fanciullo.